# Mesocyclops nothius
Mesocyclops nothius är en kräftdjursart som beskrevs av Andreas Kiefer 1981. Mesocyclops nothius ingår i släktet Mesocyclops och familjen Cyclopidae. Inga underarter finns listade i Catalogue of Life.